# Stefan Zweig
Stefan Zweig (28. november 1881 – 22. februar 1942) var en østrigsk forfatter.
Zweig skrev noveller og korte fortællinger samt biografier om Joseph Fouché, Honoré de Balzac, Marie Antoinette og Maria Stuart. Den udkom på dansk som Mary, dronning af Skotland og øerne. Hans værker udkom på engelsk under pseudonymet "Stephen Branch" , en ordret oversættelse af hans navn. Hans biografi om dronning Marie-Antoinette blev til en Hollywood-film med MGM skuespillerinden Norma Shearer i titelrollen.
Allerede i 1920'erne og 1930'erne var Stefan Zweig en verdenskendt forfatter.
Der findes betydelige Zweig-samlinger på British Library og på State University of New York at Fredonia. Den første fik British Library i maj 1986. Den omfatter blandt andet Mozart-manuskripter og komponistens egen Verzeichnüss, dvs. Mozarts eget, håndskrevne tematiske katalog over hans værker.

## Liv og arbejde
Han blev født i Wien som søn af Moritz Zweig en velhavende jødisk tekstilfabrikant og Ida Brettauer Zweig fra en østrigsk grossererfamilie. Han læste filosofi og litteraturhistorie og knyttede sig i Wien til den avantgardistiske Jung-Wien bevægelse. Den jødiske religion spillede ingen central rolle i hans uddannelse. "Min mor og far var kun jødiske som resultat af en tilfældighed ved fødslen," sagde Zweig i et interview. Skønt hans essays blev udgivet af Neue Freie Presse, hvis litterære redaktør var den zionistiske leder Theodor Herzl, var Zweig ikke tiltrukket af Herzls jødiske nationalisme.
Zweig flygtede fra Østrig i 1934 efter Hitlers magtovertagelse i Tyskland. Han blev forsvaret af komponisten Richard Strauss, som modigt afslog at fjerne Zweigs navn fra plakaterne i Dresden til deres opera Den stilfærdige kone (Die schweigsame Frau), som Zweig skrev librettoen til. Hitler afslog at overvære premieren, og operaen blev forbudt efter tre opførelser.
Zweig flygtede til England og boede først i Bath og London og blev engelsk statsborger. Efter udbruddet af 2. verdenskrig nåede han via New York, Argentina og Paraguay til Brasilien. Her begik han og hans anden hustru Lotte, født Charlotte Elisabeth Altmann, selvmord med Veronal i Petrópolis i fortvivlelse over fremtidsudsigterne for Europa og den europæiske kultur. Efter Singapores fald troede de, at nazismen ville sprede sig til hele jorden. "Jeg finder det bedre i rette tid og med hævet hoved at afslutte et liv, hvor intellektuelt arbejde betød den reneste glæde og personlig frihed det største gode på jorden," skrev han. Hans selvbiografi Verden af i går udkom posthumt og er en lovprisning af den europæiske kultur, han vidste var tabt.

### Skønlitteratur (uddrag)
- Bog-Mendel (tysk: Buchmendel) (1929)
- Følelsernes vildveje (en samling af fire noveller)
- Fireogtyve timer af en kvindes liv (tysk: Vierundzwanzig Stunden aus dem Leben einer Frau)
- Brændende hemmelighed (novelle) (tysk: Brennendes Geheimnis)
- Skaknovelle (tysk: Schachnovelle) (1941), hans berømteste kortroman, som handler om en mands besættelse af skak, mens han er i fangenskab hos Gestapo.
- Brev fra en ukendt kvinde (tysk: Brief einer Unbekannten)
- Amok (tysk: Amok) (1922), hans berømteste roman.
- Den evige broders øjne. En legende (noveller) (tysk: Die Augen des ewigen Bruders'') (1922)
- Utålmodige hjerter (tysk: Die Ungeduld des Herzens) (1939), roman.

### Biografier
- Kamæleonen (tysk: Joseph Fouché. Bildnis eines politischen Menschen) (1929. (Udgivet på dansk 1950.)
- Sjælens lægedom. Mesmer, Mary Baker Eddy, Freud tysk: Die Heilung durch den Geist. Mesmer, Mary Baker-Eddy, Freud 1931) – et værk i tre dele med hver sin individuelle biografi. Værkets grundlæggende ide er, at Christian Science, religionen som blev grundlagt af Mary Baker Eddy, og psykoanalysen, den lægelige og litterære bevægelse som grundlagdes af Sigmund Freud, begge udspringer af opdagelser af en misforstået videnskabsmand og hypnotisør fra det 18. århundrede, Franz Anton Mesmer.
- Havenes besejrer: Magellans historie (tysk: Magellan. Der Mann und seine Tat) (1938)
- Marie Antoinette (tysk: Marie Antoinette. Bildnis eines mittleren Charakters (1932)
- Erasmus (tysk: Triumph und Tragik des Erasmus von Rotterdam) (1934)
- Romain Rolland: Manden og hans værker (tysk: Romain Rolland. Der Mann und das Werk) (1921)
- Paul Verlaine
- Balzac (tysk: Balzac. Roman seines Lebens) (1922), udgivet alene eller som en af en tredelt bog: Drei Meister: Balzac, Dickens, Dostoeffsky.
- Mary, dronning af Skotland og øerne (tysk: Maria Stuart) (1935)

### Andre ikke-skønlitterære værker
- Brasilien: Et fremtidens land (tysk: Brasilien. Ein Land der Zukunft)
- Verden af i går (tysk: Die Welt von Gestern) – memoirer, udgivet posthumt.

## Værker med relation til Zweig
Flere af Zweigs værker er filmatiseret. Blandt andet nævner Wes Anderson, at hans The Grand Budapest Hotel (2014) er inspireret af flere af Zweigs romaner, blandt andet Rausch der Verwandlung og Ungeduld des Herzens.
I 2016 instruerede tyskeren Maria Schrader filmen Stefan Zweig - Farvel til Europa (Vor der Morgenröte), der handler om Zweigs rejser i Nord- og Sydamerika.